# Concacaf Nations League B 2024/2025
Concacaf Nations League B 2024/2025 är en fotbollslandslagsturnering som spelas mellan den 5 september och 19 november 2024.

## Nationer
- Antigua och Barbuda
- Aruba
- Bermuda
- Bonaire
- Curaçao
- El Salvador
- Grenada
- Dominica
- Dominikanska republiken
- Haiti
- Puerto Rico
- Montserrat
- Saint Lucia
- Saint-Martin
- Saint Vincent och Grenadinerna
- Sint Maarten

## Grupper

### Grupp A
| Nr | Lag                            | S | V | O | F | GM | IM | MS | P  |
| -- | ------------------------------ | - | - | - | - | -- | -- | -- | -- |
| 1  | El Salvador                    | 6 | 5 | 0 | 1 | 12 | 6  | +6 | 15 |
| 2  | Saint Vincent och Grenadinerna | 6 | 4 | 1 | 1 | 12 | 7  | +5 | 13 |
| 3  | Bonaire                        | 6 | 1 | 1 | 4 | 4  | 8  | −4 | 4  |
| 4  | Montserrat                     | 6 | 1 | 0 | 5 | 3  | 10 | −7 | 3  |

|             | 5 september 2024 | Montserrat         | 1 – 4           | El Salvador                                                                              | Stadion Antonio Trenidat                              |                                                       |
| 16:00 UTC−4 | 16:00 UTC−4      | Brandon Barzey 28′ | (1 – 1) Rapport | 9′ Brayan Landaverde 63′ Emerson Mauricio 68′ Tereso Benitez 84′ (str.) Kevin Santamaría | Rincon (Bonaire) Domare: Benjamín Pineda (Costa Rica) | Rincon (Bonaire) Domare: Benjamín Pineda (Costa Rica) |
| 16:00 UTC−4 | 16:00 UTC−4      |                    |                 |                                                                                          | Rincon (Bonaire) Domare: Benjamín Pineda (Costa Rica) | Rincon (Bonaire) Domare: Benjamín Pineda (Costa Rica) |
| 16:00 UTC−4 | 16:00 UTC−4      |                    |                 |                                                                                          | Rincon (Bonaire) Domare: Benjamín Pineda (Costa Rica) | Rincon (Bonaire) Domare: Benjamín Pineda (Costa Rica) |

|             | 5 september 2024 | Bonaire          | 1 – 1           | Saint Vincent och Grenadinerna | Stadion Antonio Trenidat         |                                  |
| 21:00 UTC−4 | 21:00 UTC−4      | Quincy Hoeve 36′ | (1 – 1) Rapport | 39′ Steven Pierre              | Rincon Domare: Jon Freemon (USA) | Rincon Domare: Jon Freemon (USA) |
| 21:00 UTC−4 | 21:00 UTC−4      |                  |                 |                                | Rincon Domare: Jon Freemon (USA) | Rincon Domare: Jon Freemon (USA) |
| 21:00 UTC−4 | 21:00 UTC−4      |                  |                 |                                | Rincon Domare: Jon Freemon (USA) | Rincon Domare: Jon Freemon (USA) |

|             | 8 september 2024 | Saint Vincent och Grenadinerna        | 2 – 0           | Montserrat | Stadion Antonio Trenidat                      |                                               |
| 16:00 UTC−4 | 16:00 UTC−4      | Cornelius Stewart 15′ Diel Spring 88′ | (1 – 0) Rapport |            | Rincon (Bonaire) Domare: Rubiel Vázquez (USA) | Rincon (Bonaire) Domare: Rubiel Vázquez (USA) |
| 16:00 UTC−4 | 16:00 UTC−4      |                                       |                 |            | Rincon (Bonaire) Domare: Rubiel Vázquez (USA) | Rincon (Bonaire) Domare: Rubiel Vázquez (USA) |
| 16:00 UTC−4 | 16:00 UTC−4      |                                       |                 |            | Rincon (Bonaire) Domare: Rubiel Vázquez (USA) | Rincon (Bonaire) Domare: Rubiel Vázquez (USA) |

|             | 8 september 2024 | El Salvador                                    | 2 – 1           | Bonaire                  | Stadion Antonio Trenidat                              |                                                       |
| 21:00 UTC−4 | 21:00 UTC−4      | Quincy Hoeve 45+3′ (sjm.) Emerson Mauricio 60′ | (1 – 0) Rapport | 90+1′ Jort van der Sande | Rincon (Bonaire) Domare: Steven Madrigal (Costa Rica) | Rincon (Bonaire) Domare: Steven Madrigal (Costa Rica) |
| 21:00 UTC−4 | 21:00 UTC−4      |                                                |                 |                          | Rincon (Bonaire) Domare: Steven Madrigal (Costa Rica) | Rincon (Bonaire) Domare: Steven Madrigal (Costa Rica) |
| 21:00 UTC−4 | 21:00 UTC−4      |                                                |                 |                          | Rincon (Bonaire) Domare: Steven Madrigal (Costa Rica) | Rincon (Bonaire) Domare: Steven Madrigal (Costa Rica) |

|             | 10 oktober 2024 | Bonaire | 0 – 1           | Montserrat             | Arnos Vale Stadium                                                                       |                                                                                          |
| 16:00 UTC−4 | 16:00 UTC−4     |         | (0 – 0) Rapport | 49′ (str.) Lyle Taylor | Kingstown (Saint Vincent och Grenadinerna) Domare: Hakeem Harvey (Saint Kitts och Nevis) | Kingstown (Saint Vincent och Grenadinerna) Domare: Hakeem Harvey (Saint Kitts och Nevis) |
| 16:00 UTC−4 | 16:00 UTC−4     |         |                 |                        | Kingstown (Saint Vincent och Grenadinerna) Domare: Hakeem Harvey (Saint Kitts och Nevis) | Kingstown (Saint Vincent och Grenadinerna) Domare: Hakeem Harvey (Saint Kitts och Nevis) |
| 16:00 UTC−4 | 16:00 UTC−4     |         |                 |                        | Kingstown (Saint Vincent och Grenadinerna) Domare: Hakeem Harvey (Saint Kitts och Nevis) | Kingstown (Saint Vincent och Grenadinerna) Domare: Hakeem Harvey (Saint Kitts och Nevis) |

|             | 10 oktober 2024 | Saint Vincent och Grenadinerna     | 2 – 3           | El Salvador                                              | Arnos Vale Stadium                                      |                                                         |
| 21:00 UTC−4 | 21:00 UTC−4     | Brandon John 43′ Shakeem Adams 63′ | (1 – 1) Rapport | 20′ Styven Vásquez 70′ Santos Ortíz 87′ Francis Castillo | Kingstown Publik: 3 500 Domare: Oshane Nation (Jamaica) | Kingstown Publik: 3 500 Domare: Oshane Nation (Jamaica) |
| 21:00 UTC−4 | 21:00 UTC−4     |                                    |                 |                                                          | Kingstown Publik: 3 500 Domare: Oshane Nation (Jamaica) | Kingstown Publik: 3 500 Domare: Oshane Nation (Jamaica) |
| 21:00 UTC−4 | 21:00 UTC−4     |                                    |                 |                                                          | Kingstown Publik: 3 500 Domare: Oshane Nation (Jamaica) | Kingstown Publik: 3 500 Domare: Oshane Nation (Jamaica) |

|             | 13 oktober 2024 | Montserrat | 0 – 1           | Bonaire            | Arnos Vale Stadium                                                                 |                                                                                    |
| 15:00 UTC−4 | 15:00 UTC−4     |            | (0 – 1) Rapport | 29′ Ayrton Cicilia | Kingstown (Saint Vincent och Grenadinerna) Domare: Khamal Harding-Hodge (Anguilla) | Kingstown (Saint Vincent och Grenadinerna) Domare: Khamal Harding-Hodge (Anguilla) |
| 15:00 UTC−4 | 15:00 UTC−4     |            |                 |                    | Kingstown (Saint Vincent och Grenadinerna) Domare: Khamal Harding-Hodge (Anguilla) | Kingstown (Saint Vincent och Grenadinerna) Domare: Khamal Harding-Hodge (Anguilla) |
| 15:00 UTC−4 | 15:00 UTC−4     |            |                 |                    | Kingstown (Saint Vincent och Grenadinerna) Domare: Khamal Harding-Hodge (Anguilla) | Kingstown (Saint Vincent och Grenadinerna) Domare: Khamal Harding-Hodge (Anguilla) |

|             | 13 oktober 2024 | El Salvador     | 1 – 2           | Saint Vincent och Grenadinerna    | Arnos Vale Stadium                                                                         |                                                                                            |
| 20:00 UTC−4 | 20:00 UTC−4     | Rudy Clavel 71′ | (0 – 1) Rapport | 39′ Shakeem Adams 88′ Diel Spring | Kingstown (Saint Vincent och Grenadinerna) Domare: Tristley Bassue (Saint Kitts och Nevis) | Kingstown (Saint Vincent och Grenadinerna) Domare: Tristley Bassue (Saint Kitts och Nevis) |
| 20:00 UTC−4 | 20:00 UTC−4     |                 |                 |                                   | Kingstown (Saint Vincent och Grenadinerna) Domare: Tristley Bassue (Saint Kitts och Nevis) | Kingstown (Saint Vincent och Grenadinerna) Domare: Tristley Bassue (Saint Kitts och Nevis) |
| 20:00 UTC−4 | 20:00 UTC−4     |                 |                 |                                   | Kingstown (Saint Vincent och Grenadinerna) Domare: Tristley Bassue (Saint Kitts och Nevis) | Kingstown (Saint Vincent och Grenadinerna) Domare: Tristley Bassue (Saint Kitts och Nevis) |

|             | 14 november 2024 | Montserrat            | 1 – 2           | Saint Vincent och Grenadinerna                 | Estadio Cuscatlán                                       |                                                         |
| 14:00 UTC−6 | 14:00 UTC−6      | Donervorn Daniels 88′ | (0 – 1) Rapport | 42′ Steven Pierre 86′ (str.) Cornelius Stewart | San Salvador (El Salvador) Domare: Jorge Leira (Panama) | San Salvador (El Salvador) Domare: Jorge Leira (Panama) |
| 14:00 UTC−6 | 14:00 UTC−6      |                       |                 |                                                | San Salvador (El Salvador) Domare: Jorge Leira (Panama) | San Salvador (El Salvador) Domare: Jorge Leira (Panama) |
| 14:00 UTC−6 | 14:00 UTC−6      |                       |                 |                                                | San Salvador (El Salvador) Domare: Jorge Leira (Panama) | San Salvador (El Salvador) Domare: Jorge Leira (Panama) |

|             | 14 november 2024 | Bonaire | 0 – 1           | El Salvador        | Estadio Cuscatlán                                                             |                                                                               |
| 19:00 UTC−6 | 19:00 UTC−6      |         | (0 – 1) Rapport | 83′ Styven Vásquez | San Salvador (El Salvador) Publik: 5 732 Domare: Steven Madrigal (Costa Rica) | San Salvador (El Salvador) Publik: 5 732 Domare: Steven Madrigal (Costa Rica) |
| 19:00 UTC−6 | 19:00 UTC−6      |         |                 |                    | San Salvador (El Salvador) Publik: 5 732 Domare: Steven Madrigal (Costa Rica) | San Salvador (El Salvador) Publik: 5 732 Domare: Steven Madrigal (Costa Rica) |
| 19:00 UTC−6 | 19:00 UTC−6      |         |                 |                    | San Salvador (El Salvador) Publik: 5 732 Domare: Steven Madrigal (Costa Rica) | San Salvador (El Salvador) Publik: 5 732 Domare: Steven Madrigal (Costa Rica) |

|             | 17 november 2024 | Saint Vincent och Grenadinerna        | 3 – 1           | Bonaire                | Estadio Cuscatlán                                            |                                                              |
| 14:00 UTC−6 | 14:00 UTC−6      | Diel Spring 19′, 82′ Kyle Edwards 67′ | (1 – 0) Rapport | 75′ (sjm.) Jamol Yorke | San Salvador (El Salvador) Domare: José Torres (Puerto Rico) | San Salvador (El Salvador) Domare: José Torres (Puerto Rico) |
| 14:00 UTC−6 | 14:00 UTC−6      |                                       |                 |                        | San Salvador (El Salvador) Domare: José Torres (Puerto Rico) | San Salvador (El Salvador) Domare: José Torres (Puerto Rico) |
| 14:00 UTC−6 | 14:00 UTC−6      |                                       |                 |                        | San Salvador (El Salvador) Domare: José Torres (Puerto Rico) | San Salvador (El Salvador) Domare: José Torres (Puerto Rico) |

|             | 17 november 2024 | El Salvador      | 1 – 0           | Montserrat | Estadio Cuscatlán                             |                                               |
| 19:00 UTC−6 | 19:00 UTC−6      | Rafael Tejada 9′ | (1 – 0) Rapport |            | San Salvador Domare: Sergio Reyna (Guatemala) | San Salvador Domare: Sergio Reyna (Guatemala) |
| 19:00 UTC−6 | 19:00 UTC−6      |                  |                 |            | San Salvador Domare: Sergio Reyna (Guatemala) | San Salvador Domare: Sergio Reyna (Guatemala) |
| 19:00 UTC−6 | 19:00 UTC−6      |                  |                 |            | San Salvador Domare: Sergio Reyna (Guatemala) | San Salvador Domare: Sergio Reyna (Guatemala) |

### Grupp B
| Nr | Lag          | S | V | O | F | GM | IM | MS | P |
| -- | ------------ | - | - | - | - | -- | -- | -- | - |
| 1  | Saint Lucia  | 4 | 3 | 0 | 1 | 6  | 7  | −1 | 9 |
| 2  | Curaçao      | 4 | 2 | 1 | 1 | 6  | 2  | +4 | 7 |
| 3  | Grenada      | 4 | 1 | 1 | 2 | 3  | 3  | 0  | 4 |
| 4  | Saint-Martin | 4 | 1 | 0 | 3 | 5  | 8  | −3 | 3 |

| 12          | 6 september 2024 | Saint Lucia                            | 2 – 1           | Curaçao           | Kirani James Athletic Stadium                                           |                                                                         |
| 17:00 UTC−4 | 17:00 UTC−4      | Arkell Jude-Boyd 24′ Caniggia Elva 55′ | (1 – 0) Rapport | 63′ Joshua Brenet | Saint George's (Grenada) Domare: Ken Pennyfeather (Antigua och Barbuda) | Saint George's (Grenada) Domare: Ken Pennyfeather (Antigua och Barbuda) |
| 17:00 UTC−4 | 17:00 UTC−4      |                                        |                 |                   | Saint George's (Grenada) Domare: Ken Pennyfeather (Antigua och Barbuda) | Saint George's (Grenada) Domare: Ken Pennyfeather (Antigua och Barbuda) |
| 17:00 UTC−4 | 17:00 UTC−4      |                                        |                 |                   | Saint George's (Grenada) Domare: Ken Pennyfeather (Antigua och Barbuda) | Saint George's (Grenada) Domare: Ken Pennyfeather (Antigua och Barbuda) |

| 13          | 6 september 2024 | Saint-Martin | 0 – 2           | Grenada                               | Kirani James Athletic Stadium                             |                                                           |
| 20:00 UTC−4 | 20:00 UTC−4      |              | (0 – 2) Rapport | 5′ Lucas Akins 38′ Regan Charles-Cook | Saint George's (Grenada) Domare: David Gómez (Costa Rica) | Saint George's (Grenada) Domare: David Gómez (Costa Rica) |
| 20:00 UTC−4 | 20:00 UTC−4      |              |                 |                                       | Saint George's (Grenada) Domare: David Gómez (Costa Rica) | Saint George's (Grenada) Domare: David Gómez (Costa Rica) |
| 20:00 UTC−4 | 20:00 UTC−4      |              |                 |                                       | Saint George's (Grenada) Domare: David Gómez (Costa Rica) | Saint George's (Grenada) Domare: David Gómez (Costa Rica) |

| 29          | 9 september 2024 | Curaçao                                                                          | 4 – 0           | Saint-Martin | Kirani James Athletic Stadium                                            |                                                                          |
| 17:00 UTC−4 | 17:00 UTC−4      | Juninho Bacuna 10′ Gervane Kastaneer 13′ Leandro Bacuna 48′ Joshua Zimmerman 65′ | (2 – 0) Rapport |              | Saint George's (Grenada) Domare: José Corporán (Dominikanska republiken) | Saint George's (Grenada) Domare: José Corporán (Dominikanska republiken) |
| 17:00 UTC−4 | 17:00 UTC−4      |                                                                                  |                 |              | Saint George's (Grenada) Domare: José Corporán (Dominikanska republiken) | Saint George's (Grenada) Domare: José Corporán (Dominikanska republiken) |
| 17:00 UTC−4 | 17:00 UTC−4      |                                                                                  |                 |              | Saint George's (Grenada) Domare: José Corporán (Dominikanska republiken) | Saint George's (Grenada) Domare: José Corporán (Dominikanska republiken) |

| 30          | 9 september 2024 | Grenada         | 1 – 2           | Saint Lucia                                  | Kirani James Athletic Stadium                    |                                                  |
| 20:00 UTC−4 | 20:00 UTC−4      | Lucas Akins 51′ | (0 – 2) Rapport | 13′ Chris Forino-Joseph 21′ Donavan Baptiste | Saint George's Domare: Josué Ugalde (Costa Rica) | Saint George's Domare: Josué Ugalde (Costa Rica) |
| 20:00 UTC−4 | 20:00 UTC−4      |                 |                 |                                              | Saint George's Domare: Josué Ugalde (Costa Rica) | Saint George's Domare: Josué Ugalde (Costa Rica) |
| 20:00 UTC−4 | 20:00 UTC−4      |                 |                 |                                              | Saint George's Domare: Josué Ugalde (Costa Rica) | Saint George's Domare: Josué Ugalde (Costa Rica) |

| 49          | 11 oktober 2024 | Grenada | 0 – 0   | Curaçao | Daren Sammy Cricket Ground                        |                                                   |
| 17:00 UTC−4 | 17:00 UTC−4     |         | Rapport |         | Gros Islet (Saint Lucia) Domare: Jon Freemo (USA) | Gros Islet (Saint Lucia) Domare: Jon Freemo (USA) |
| 17:00 UTC−4 | 17:00 UTC−4     |         |         |         | Gros Islet (Saint Lucia) Domare: Jon Freemo (USA) | Gros Islet (Saint Lucia) Domare: Jon Freemo (USA) |
| 17:00 UTC−4 | 17:00 UTC−4     |         |         |         | Gros Islet (Saint Lucia) Domare: Jon Freemo (USA) | Gros Islet (Saint Lucia) Domare: Jon Freemo (USA) |

| 50          | 11 oktober 2024 | Saint-Martin  | 1 – 2           | Saint Lucia            | Daren Sammy Cricket Ground                                 |                                                            |
| 20:00 UTC−4 | 20:00 UTC−4     | Axel Raga 30′ | (1 – 0) Rapport | 76′, 90′ Caniggia Elva | Gros Islet (Saint Lucia) Domare: Odette Hamilton (Jamaica) | Gros Islet (Saint Lucia) Domare: Odette Hamilton (Jamaica) |
| 20:00 UTC−4 | 20:00 UTC−4     |               |                 |                        | Gros Islet (Saint Lucia) Domare: Odette Hamilton (Jamaica) | Gros Islet (Saint Lucia) Domare: Odette Hamilton (Jamaica) |
| 20:00 UTC−4 | 20:00 UTC−4     |               |                 |                        | Gros Islet (Saint Lucia) Domare: Odette Hamilton (Jamaica) | Gros Islet (Saint Lucia) Domare: Odette Hamilton (Jamaica) |

| 63          | 14 oktober 2024 | Curaçao            | 1 – 0           | Grenada | Daren Sammy Cricket Ground                                   |                                                              |
| 16:00 UTC−4 | 16:00 UTC−4     | Juninho Bacuna 30′ | (1 – 0) Rapport |         | Gros Islet (Saint Lucia) Domare: Christopher Mason (Jamaica) | Gros Islet (Saint Lucia) Domare: Christopher Mason (Jamaica) |
| 16:00 UTC−4 | 16:00 UTC−4     |                    |                 |         | Gros Islet (Saint Lucia) Domare: Christopher Mason (Jamaica) | Gros Islet (Saint Lucia) Domare: Christopher Mason (Jamaica) |
| 16:00 UTC−4 | 16:00 UTC−4     |                    |                 |         | Gros Islet (Saint Lucia) Domare: Christopher Mason (Jamaica) | Gros Islet (Saint Lucia) Domare: Christopher Mason (Jamaica) |

| 64          | 14 oktober 2024 | Saint Lucia | 0 – 4           | Saint-Martin                                                             | Daren Sammy Cricket Ground                |                                           |
| 19:00 UTC−4 | 19:00 UTC−4     |             | (0 – 3) Rapport | 8′ (str.), 45+2′ Keelan Lebon 26′ Sacha Barakat 62′ Pierre-Bertrand Arne | Gros Islet Domare: Michael Venne (Kanada) | Gros Islet Domare: Michael Venne (Kanada) |
| 19:00 UTC−4 | 19:00 UTC−4     |             |                 |                                                                          | Gros Islet Domare: Michael Venne (Kanada) | Gros Islet Domare: Michael Venne (Kanada) |
| 19:00 UTC−4 | 19:00 UTC−4     |             |                 |                                                                          | Gros Islet Domare: Michael Venne (Kanada) | Gros Islet Domare: Michael Venne (Kanada) |

| 85   | 15 november 2024 | Saint Lucia | –          | Grenada |  |  |
| UTC− | UTC−             |             | [ Rapport] |         |  |  |
| UTC− | UTC−             |             |            |         |  |  |
| UTC− | UTC−             |             |            |         |  |  |

| 86   | 15 november 2024 | Saint-Martin | –          | Curaçao |  |  |
| UTC− | UTC−             |              | [ Rapport] |         |  |  |
| UTC− | UTC−             |              |            |         |  |  |
| UTC− | UTC−             |              |            |         |  |  |

| 97   | 18 november 2024 | Curaçao | –          | Saint Lucia |  |  |
| UTC− | UTC−             |         | [ Rapport] |             |  |  |
| UTC− | UTC−             |         |            |             |  |  |
| UTC− | UTC−             |         |            |             |  |  |

| 98   | 18 november 2024 | Grenada | –          | Saint-Martin |  |  |
| UTC− | UTC−             |         | [ Rapport] |              |  |  |
| UTC− | UTC−             |         |            |              |  |  |
| UTC− | UTC−             |         |            |              |  |  |

### Grupp C
| Nr | Lag          | S | V | O | F | GM | IM | MS  | P  |
| -- | ------------ | - | - | - | - | -- | -- | --- | -- |
| 1  | Haiti        | 4 | 4 | 0 | 0 | 18 | 5  | +13 | 12 |
| 2  | Puerto Rico  | 4 | 2 | 0 | 2 | 6  | 8  | −2  | 6  |
| 3  | Sint Maarten | 4 | 2 | 0 | 2 | 6  | 10 | −4  | 6  |
| 4  | Aruba        | 4 | 0 | 0 | 4 | 4  | 11 | −7  | 0  |

| 15          | 6 september 2024 | Sint Maarten                         | 2 – 0           | Aruba | Mayagüez Athletics Stadium                                           |                                                                      |
| 17:00 UTC−4 | 17:00 UTC−4      | Gerwin Lake 81′ Ronan Olivacce 90+3′ | (0 – 0) Rapport |       | Mayagüez (Puerto Rico) Domare: Hakeem Harvey (Saint Kitts och Nevis) | Mayagüez (Puerto Rico) Domare: Hakeem Harvey (Saint Kitts och Nevis) |
| 17:00 UTC−4 | 17:00 UTC−4      |                                      |                 |       | Mayagüez (Puerto Rico) Domare: Hakeem Harvey (Saint Kitts och Nevis) | Mayagüez (Puerto Rico) Domare: Hakeem Harvey (Saint Kitts och Nevis) |
| 17:00 UTC−4 | 17:00 UTC−4      |                                      |                 |       | Mayagüez (Puerto Rico) Domare: Hakeem Harvey (Saint Kitts och Nevis) | Mayagüez (Puerto Rico) Domare: Hakeem Harvey (Saint Kitts och Nevis) |

| 14          | 6 september 2024 | Puerto Rico     | 1 – 4           | Haiti                                                                           | Mayagüez Athletics Stadium            |                                       |
| 20:00 UTC−4 | 20:00 UTC−4      | Gerald Díaz 29′ | (1 – 0) Rapport | 51′ Danley Jean Jacques 60′ Frantzdy Pierrot 76′ Don Louicius 83′ Duckens Nazon | Mayagüez Domare: Filip Dujic (Kanada) | Mayagüez Domare: Filip Dujic (Kanada) |
| 20:00 UTC−4 | 20:00 UTC−4      |                 |                 |                                                                                 | Mayagüez Domare: Filip Dujic (Kanada) | Mayagüez Domare: Filip Dujic (Kanada) |
| 20:00 UTC−4 | 20:00 UTC−4      |                 |                 |                                                                                 | Mayagüez Domare: Filip Dujic (Kanada) | Mayagüez Domare: Filip Dujic (Kanada) |

| 31          | 9 september 2024 | Haiti                                                                     | 6 – 0           | Sint Maarten | Mayagüez Athletics Stadium                                  |                                                             |
| 17:00 UTC−4 | 17:00 UTC−4      | Attys Christopher 40′ Duckens Nazon 59′, 75′, 82′ Mikaël Cantave 77′, 85′ | (1 – 0) Rapport |              | Mayagüez (Puerto Rico) Domare: Carly Shaw-MacLaren (Kanada) | Mayagüez (Puerto Rico) Domare: Carly Shaw-MacLaren (Kanada) |
| 17:00 UTC−4 | 17:00 UTC−4      |                                                                           |                 |              | Mayagüez (Puerto Rico) Domare: Carly Shaw-MacLaren (Kanada) | Mayagüez (Puerto Rico) Domare: Carly Shaw-MacLaren (Kanada) |
| 17:00 UTC−4 | 17:00 UTC−4      |                                                                           |                 |              | Mayagüez (Puerto Rico) Domare: Carly Shaw-MacLaren (Kanada) | Mayagüez (Puerto Rico) Domare: Carly Shaw-MacLaren (Kanada) |

| 32          | 9 september 2024 | Aruba | 0 – 1           | Puerto Rico           | Mayagüez Athletics Stadium                                          |                                                                     |
| 20:00 UTC−4 | 20:00 UTC−4      |       | (0 – 0) Rapport | 73′ Leandro Antonetti | Mayagüez (Puerto Rico) Domare: Kimbell Ward (Saint Kitts och Nevis) | Mayagüez (Puerto Rico) Domare: Kimbell Ward (Saint Kitts och Nevis) |
| 20:00 UTC−4 | 20:00 UTC−4      |       |                 |                       | Mayagüez (Puerto Rico) Domare: Kimbell Ward (Saint Kitts och Nevis) | Mayagüez (Puerto Rico) Domare: Kimbell Ward (Saint Kitts och Nevis) |
| 20:00 UTC−4 | 20:00 UTC−4      |       |                 |                       | Mayagüez (Puerto Rico) Domare: Kimbell Ward (Saint Kitts och Nevis) | Mayagüez (Puerto Rico) Domare: Kimbell Ward (Saint Kitts och Nevis) |

| 52          | 11 oktober 2024 | Sint Maarten                                      | 3 – 2           | Puerto Rico                      | Trinidad Stadium                                                   |                                                                    |
| 16:00 UTC−4 | 16:00 UTC−4     | Chovanie Amatkarijo 44′, 85′ (str.) Imar Kort 49′ | (1 – 1) Rapport | 2′ Rodolfo Sulia 90+5′ Alec Díaz | Oranjestad (Aruba) Publik: 19 Domare: Benjamín Pineda (Costa Rica) | Oranjestad (Aruba) Publik: 19 Domare: Benjamín Pineda (Costa Rica) |
| 16:00 UTC−4 | 16:00 UTC−4     |                                                   |                 |                                  | Oranjestad (Aruba) Publik: 19 Domare: Benjamín Pineda (Costa Rica) | Oranjestad (Aruba) Publik: 19 Domare: Benjamín Pineda (Costa Rica) |
| 16:00 UTC−4 | 16:00 UTC−4     |                                                   |                 |                                  | Oranjestad (Aruba) Publik: 19 Domare: Benjamín Pineda (Costa Rica) | Oranjestad (Aruba) Publik: 19 Domare: Benjamín Pineda (Costa Rica) |

| 51          | 11 oktober 2024 | Aruba                  | 1 – 3           | Haiti                                              | Trinidad Stadium                                                               |                                                                                |
| 20:00 UTC−4 | 20:00 UTC−4     | Tyron Perret Gentil 6′ | (1 – 2) Rapport | 30′ Frantzdy Pierrot 38′ (str.), 61′ Duckens Nazon | Oranjestad (Aruba) Publik: 1 011 Domare: Kwinsi Williams (Trinidad och Tobago) | Oranjestad (Aruba) Publik: 1 011 Domare: Kwinsi Williams (Trinidad och Tobago) |
| 20:00 UTC−4 | 20:00 UTC−4     |                        |                 |                                                    | Oranjestad (Aruba) Publik: 1 011 Domare: Kwinsi Williams (Trinidad och Tobago) | Oranjestad (Aruba) Publik: 1 011 Domare: Kwinsi Williams (Trinidad och Tobago) |
| 20:00 UTC−4 | 20:00 UTC−4     |                        |                 |                                                    | Oranjestad (Aruba) Publik: 1 011 Domare: Kwinsi Williams (Trinidad och Tobago) | Oranjestad (Aruba) Publik: 1 011 Domare: Kwinsi Williams (Trinidad och Tobago) |

| 66          | 14 oktober 2024 | Puerto Rico                               | 2 – 1           | Sint Maarten          | Trinidad Stadium                                                         |                                                                          |
| 16:00 UTC−4 | 16:00 UTC−4     | Gerald Díaz 45′ Ricardo Rivera 83′ (str.) | (1 – 0) Rapport | 54′ Quinton Christina | Oranjestad (Aruba) Domare: Moeth Gaymes (Saint Vincent och Grenadinerna) | Oranjestad (Aruba) Domare: Moeth Gaymes (Saint Vincent och Grenadinerna) |
| 16:00 UTC−4 | 16:00 UTC−4     |                                           |                 |                       | Oranjestad (Aruba) Domare: Moeth Gaymes (Saint Vincent och Grenadinerna) | Oranjestad (Aruba) Domare: Moeth Gaymes (Saint Vincent och Grenadinerna) |
| 16:00 UTC−4 | 16:00 UTC−4     |                                           |                 |                       | Oranjestad (Aruba) Domare: Moeth Gaymes (Saint Vincent och Grenadinerna) | Oranjestad (Aruba) Domare: Moeth Gaymes (Saint Vincent och Grenadinerna) |

| 65          | 14 oktober 2024 | Haiti | 5 – 3           | Aruba                                                | Trinidad Stadium                                    |                                                     |
| 20:00 UTC−4 | 20:00 UTC−4     | Danley Jean Jacques 16′ Louicius Don Deedson 42′ Duckens Nazon 66′ (str.) Fafà Picault 76′ Frantzdy Pierrot 89′ (str.) | (2 – 2) Rapport | 14′ (str.), 20′ Rovien Ostiana 78′ Jayden Kruydenhof | Oranjestad (Aruba) Domare: David Gómez (Costa Rica) | Oranjestad (Aruba) Domare: David Gómez (Costa Rica) |
| 20:00 UTC−4 | 20:00 UTC−4     | |                 |                                                      | Oranjestad (Aruba) Domare: David Gómez (Costa Rica) | Oranjestad (Aruba) Domare: David Gómez (Costa Rica) |
| 20:00 UTC−4 | 20:00 UTC−4     | |                 |                                                      | Oranjestad (Aruba) Domare: David Gómez (Costa Rica) | Oranjestad (Aruba) Domare: David Gómez (Costa Rica) |

| 87   | 15 november 2024 | Puerto Rico | –          | Aruba |  |  |
| UTC− | UTC−             |             | [ Rapport] |       |  |  |
| UTC− | UTC−             |             |            |       |  |  |
| UTC− | UTC−             |             |            |       |  |  |

| 88   | 15 november 2024 | Sint Maarten | –          | Haiti |  |  |
| UTC− | UTC−             |              | [ Rapport] |       |  |  |
| UTC− | UTC−             |              |            |       |  |  |
| UTC− | UTC−             |              |            |       |  |  |

| 99   | 18 november 2024 | Haiti | –          | Puerto Rico |  |  |
| UTC− | UTC−             |       | [ Rapport] |             |  |  |
| UTC− | UTC−             |       |            |             |  |  |
| UTC− | UTC−             |       |            |             |  |  |

| 100  | 18 november 2024 | Aruba | –          | Sint Maarten |  |  |
| UTC− | UTC−             |       | [ Rapport] |              |  |  |
| UTC− | UTC−             |       |            |              |  |  |
| UTC− | UTC−             |       |            |              |  |  |

### Grupp D
| Nr | Lag                     | S | V | O | F | GM | IM | MS | P |
| -- | ----------------------- | - | - | - | - | -- | -- | -- | - |
| 1  | Dominikanska republiken | 3 | 3 | 0 | 0 | 10 | 2  | +8 | 9 |
| 2  | Bermuda                 | 3 | 2 | 0 | 1 | 9  | 4  | +5 | 6 |
| 3  | Dominica                | 3 | 1 | 0 | 2 | 3  | 9  | −6 | 3 |
| 4  | Antigua och Barbuda     | 3 | 0 | 0 | 3 | 1  | 8  | −7 | 0 |

| 16          | 7 september 2024 | Bermuda                            | 2 – 3           | Dominikanska republiken                                 | ABFA Technical Center                                                       |                                                                             |
| 11:00 UTC−4 | 11:00 UTC−4      | Kane Crichlow 17′ Reggie Lambe 51′ | (1 – 1) Rapport | 35′ Dorny Romero 62′ Heinz Mörschel 84′ Ronaldo Vásquez | Piggotts (Antigua och Barbuda) Domare: Sanchez Bass (Saint Kitts och Nevis) | Piggotts (Antigua och Barbuda) Domare: Sanchez Bass (Saint Kitts och Nevis) |
| 11:00 UTC−4 | 11:00 UTC−4      |                                    |                 |                                                         | Piggotts (Antigua och Barbuda) Domare: Sanchez Bass (Saint Kitts och Nevis) | Piggotts (Antigua och Barbuda) Domare: Sanchez Bass (Saint Kitts och Nevis) |
| 11:00 UTC−4 | 11:00 UTC−4      |                                    |                 |                                                         | Piggotts (Antigua och Barbuda) Domare: Sanchez Bass (Saint Kitts och Nevis) | Piggotts (Antigua och Barbuda) Domare: Sanchez Bass (Saint Kitts och Nevis) |

| 17          | 7 september 2024 | Dominica                             | 2 – 1           | Antigua och Barbuda | ABFA Technical Center                                            |                                                                  |
| 16:00 UTC−4 | 16:00 UTC−4      | Chad Bertrand 46′ Travist Joseph 57′ | (0 – 0) Rapport | 53′ Javorn Stevens  | Piggotts (Antigua och Barbuda) Domare: Odette Hamilton (Jamaica) | Piggotts (Antigua och Barbuda) Domare: Odette Hamilton (Jamaica) |
| 16:00 UTC−4 | 16:00 UTC−4      |                                      |                 |                     | Piggotts (Antigua och Barbuda) Domare: Odette Hamilton (Jamaica) | Piggotts (Antigua och Barbuda) Domare: Odette Hamilton (Jamaica) |
| 16:00 UTC−4 | 16:00 UTC−4      |                                      |                 |                     | Piggotts (Antigua och Barbuda) Domare: Odette Hamilton (Jamaica) | Piggotts (Antigua och Barbuda) Domare: Odette Hamilton (Jamaica) |

| 33          | 10 september 2024 | Dominikanska republiken              | 2 – 0           | Dominica | ABFA Technical Center                                             |                                                                   |
| 11:00 UTC−4 | 11:00 UTC−4       | Ronaldo Vásquez 11′ Dorny Romero 25′ | (2 – 0) Rapport |          | Piggotts (Antigua och Barbuda) Domare: Okeito Nicholson (Jamaica) | Piggotts (Antigua och Barbuda) Domare: Okeito Nicholson (Jamaica) |
| 11:00 UTC−4 | 11:00 UTC−4       |                                      |                 |          | Piggotts (Antigua och Barbuda) Domare: Okeito Nicholson (Jamaica) | Piggotts (Antigua och Barbuda) Domare: Okeito Nicholson (Jamaica) |
| 11:00 UTC−4 | 11:00 UTC−4       |                                      |                 |          | Piggotts (Antigua och Barbuda) Domare: Okeito Nicholson (Jamaica) | Piggotts (Antigua och Barbuda) Domare: Okeito Nicholson (Jamaica) |

| 34          | 10 september 2024 | Antigua och Barbuda | 0 – 1           | Bermuda           | ABFA Technical Center                                    |                                                          |
| 16:00 UTC−4 | 16:00 UTC−4       |                     | (0 – 0) Rapport | 56′ Kane Crichlow | Piggotts Domare: Tristley Bassue (Saint Kitts och Nevis) | Piggotts Domare: Tristley Bassue (Saint Kitts och Nevis) |
| 16:00 UTC−4 | 16:00 UTC−4       |                     |                 |                   | Piggotts Domare: Tristley Bassue (Saint Kitts och Nevis) | Piggotts Domare: Tristley Bassue (Saint Kitts och Nevis) |
| 16:00 UTC−4 | 16:00 UTC−4       |                     |                 |                   | Piggotts Domare: Tristley Bassue (Saint Kitts och Nevis) | Piggotts Domare: Tristley Bassue (Saint Kitts och Nevis) |

| 53          | 12 oktober 2024 | Antigua och Barbuda | 0 – 5           | Dominikanska republiken                                                              | National Stadium                                                     |                                                                      |
| 14:30 UTC−3 | 14:30 UTC−3     |                     | (0 – 3) Rapport | 11′ César García 13′ Dorny Romero 39′ Ronaldo Vásquez 88′, 90+2′ (str.) Junior Firpo | Devonshire (Bermuda) Publik: 58 Domare: Steven Madrigal (Costa Rica) | Devonshire (Bermuda) Publik: 58 Domare: Steven Madrigal (Costa Rica) |
| 14:30 UTC−3 | 14:30 UTC−3     |                     |                 |                                                                                      | Devonshire (Bermuda) Publik: 58 Domare: Steven Madrigal (Costa Rica) | Devonshire (Bermuda) Publik: 58 Domare: Steven Madrigal (Costa Rica) |
| 14:30 UTC−3 | 14:30 UTC−3     |                     |                 |                                                                                      | Devonshire (Bermuda) Publik: 58 Domare: Steven Madrigal (Costa Rica) | Devonshire (Bermuda) Publik: 58 Domare: Steven Madrigal (Costa Rica) |

| 54          | 12 oktober 2024 | Dominica           | 1 – 6           | Bermuda                                                                      | National Stadium                                     |                                                      |
| 19:30 UTC−3 | 19:30 UTC−3     | Travist Joseph 61′ | (0 – 3) Rapport | 9′, 18′, 26′ (str.) Nahki Wells 49′ Zeiko Lewis 85′ Knory Scott 90′ Jai Bean | Devonshire (Bermuda) Domare: Fernando Morón (Panama) | Devonshire (Bermuda) Domare: Fernando Morón (Panama) |
| 19:30 UTC−3 | 19:30 UTC−3     |                    |                 |                                                                              | Devonshire (Bermuda) Domare: Fernando Morón (Panama) | Devonshire (Bermuda) Domare: Fernando Morón (Panama) |
| 19:30 UTC−3 | 19:30 UTC−3     |                    |                 |                                                                              | Devonshire (Bermuda) Domare: Fernando Morón (Panama) | Devonshire (Bermuda) Domare: Fernando Morón (Panama) |

| 70          | 15 oktober 2024 | Dominikanska republiken | –       | Antigua och Barbuda | National Stadium     |                      |
| 14:30 UTC−3 | 14:30 UTC−3     |                         | Rapport |                     | Devonshire (Bermuda) | Devonshire (Bermuda) |
| 14:30 UTC−3 | 14:30 UTC−3     |                         |         |                     | Devonshire (Bermuda) | Devonshire (Bermuda) |
| 14:30 UTC−3 | 14:30 UTC−3     |                         |         |                     | Devonshire (Bermuda) | Devonshire (Bermuda) |

| 71          | 15 oktober 2024 | Bermuda | –       | Dominica | National Stadium |            |
| 19:30 UTC−3 | 19:30 UTC−3     |         | Rapport |          | Devonshire       | Devonshire |
| 19:30 UTC−3 | 19:30 UTC−3     |         |         |          | Devonshire       | Devonshire |
| 19:30 UTC−3 | 19:30 UTC−3     |         |         |          | Devonshire       | Devonshire |

| 89   | 16 november 2024 | Bermuda | –          | Antigua och Barbuda |  |  |
| UTC− | UTC−             |         | [ Rapport] |                     |  |  |
| UTC− | UTC−             |         |            |                     |  |  |
| UTC− | UTC−             |         |            |                     |  |  |

| 90   | 16 november 2024 | Dominica | –          | Dominikanska republiken |  |  |
| UTC− | UTC−             |          | [ Rapport] |                         |  |  |
| UTC− | UTC−             |          |            |                         |  |  |
| UTC− | UTC−             |          |            |                         |  |  |

| 105  | 19 november 2024 | Dominikanska republiken | –          | Bermuda |  |  |
| UTC− | UTC−             |                         | [ Rapport] |         |  |  |
| UTC− | UTC−             |                         |            |         |  |  |
| UTC− | UTC−             |                         |            |         |  |  |

| 106  | 19 november 2024 | Antigua och Barbuda | –          | Dominica |  |  |
| UTC− | UTC−             |                     | [ Rapport] |          |  |  |
| UTC− | UTC−             |                     |            |          |  |  |
| UTC− | UTC−             |                     |            |          |  |  |

## Ranking av grupptvåor
| Nr | Lag (grupp) | S | V | O | F | GM | IM | MS | P |
| -- | ----------- | - | - | - | - | -- | -- | -- | - |
| 1  |             | 0 | 0 | 0 | 0 | 0  | 0  | 0  | 0 |
| 2  |             | 0 | 0 | 0 | 0 | 0  | 0  | 0  | 0 |
| 3  |             | 0 | 0 | 0 | 0 | 0  | 0  | 0  | 0 |
| 4  |             | 0 | 0 | 0 | 0 | 0  | 0  | 0  | 0 |